# الیانیف بردا
الیانیف بردا (به انگلیسی: Elyaniv Barda) مهاجم اهل اسرائیل است که از سال ۲۰۰۷ تا ۲۰۱۲ میلادی عضو تیم ملی فوتبال اسرائیل بوده و در ۳۰ بازی ملی حضور داشته است. الیانیف بردا توانسته در بازی‌های ملی، ۱۲ گل به ثمر برساند.